# Echinopodium gentilii
Echinopodium gentilii är en tvåvingeart som beskrevs av Duret 1975. Echinopodium gentilii ingår i släktet Echinopodium och familjen svampmyggor. Inga underarter finns listade i Catalogue of Life.